# Gran peste de Londres

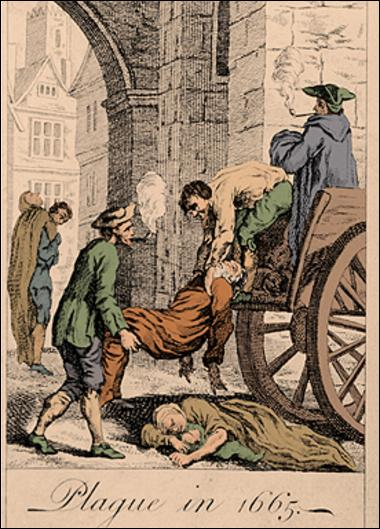
Recogida de los muertos para su entierro durante la gran peste de Londres.

La gran peste de Londres, que duró de 1665 a 1666, fue la última epidemia de peste bubónica en Inglaterra. Sucedió en el contexto de la segunda pandemia de peste bubónica en Europa, un período de epidemias intermitentes originadas en China en la década de 1330 —en lo que se conoce como la peste negra— y que duró hasta 1750.
La epidemia mató aproximadamente 100 000 personas, casi una cuarta parte de la población de Londres, en dieciocho meses. La peste es causada por la bacteria Yersinia pestis, que generalmente se transmite a través de la picadura de una pulga de rata infectada.
La epidemia de 1665-1666 fue en una escala mucho menor que la anterior pandemia de peste negra; más tarde, fue recordada como la «gran» peste, principalmente porque fue el último brote generalizado en Inglaterra durante la segunda pandemia de cuatrocientos años.

## Londres en 1665

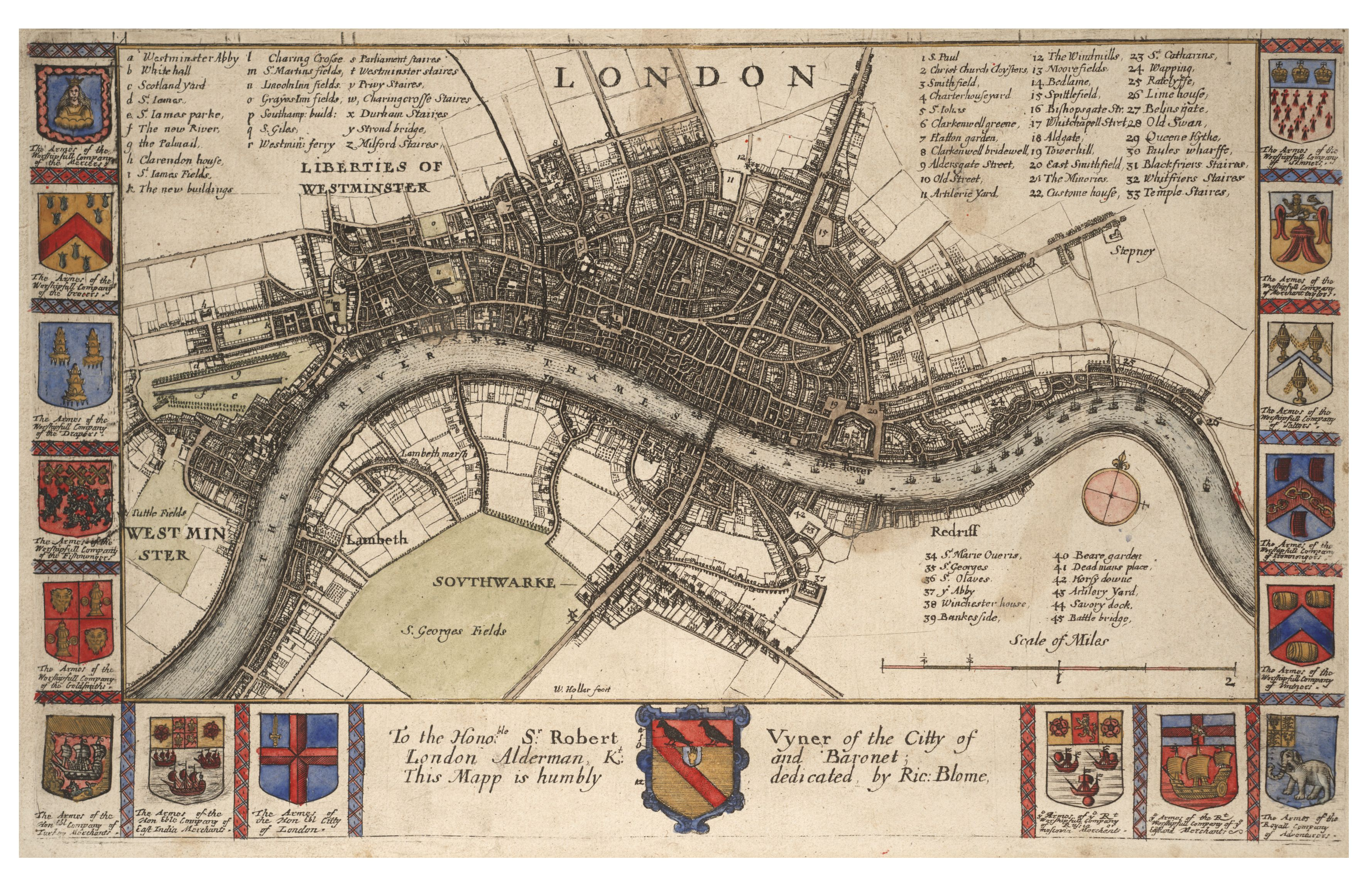
Mapa de Londres por Wenceslaus Hollar (c. 1665).

Como en otras ciudades europeas de la época, la peste era endémica en el Londres del siglo XVII y estallaba periódicamente en epidemias masivas. Los ingleses, como el resto de Europa, veían la peste como un castigo divino por los pecados de la comunidad. A finales de 1664 se presenció un cometa brillante en el cielo y los londinenses tenían miedo y se preguntaban qué evento fatídico presagiaba.
Londres en ese momento era una ciudad de aproximadamente 448 acres o 1.81 km², rodeada por una muralla romana que originalmente había sido construida para evitar bandas de asalto. Había portones en Ludgate, Newgate, Aldersgate, Cripplegate, Moorgate y Bishopsgate y al sur se extendía el río Támesis y el puente de Londres. En las partes más pobres de la ciudad, la higiene era imposible de mantener en las hacinadas viviendas y desvanes. No había saneamiento y los desagües abiertos fluían por el centro de las sinuosas calles. Los adoquines eran resbalosos por el excremento de animales, la basura y los desechos arrojados de las casas, estaban fangosos y llenos de moscas en verano y cubiertos de aguas residuales en invierno. La Corporación de la City de Londres empleó «rastrillos» (rakers) para eliminar lo peor de la inmundicia, que era transportada a montículos fuera de los muros, en donde se acumuló y continuó descomponiéndose. El hedor era abrumador y la gente caminaba con pañuelos o ramilletes de flores presionados contra sus fosas nasales.
Algunas de las necesidades de la ciudad, como el carbón, llegaban en gabarras, pero la mayoría por carretera. Carros, carruajes, caballos y peatones se apiñaban en las callejuelas y las puertas en el muro provocaban atascos en cuello de botella por los que era difícil avanzar. El puente de Londres de diecinueve arcos estaba aún más congestionado. Los más acomodados usaban carruajes alquilados y literas para llegar a su destino sin ensuciarse. Los pobres iban a pie, podían ser salpicados por los vehículos con ruedas y empapados por la suciedad que arrojaban y el agua que caía de los balcones. Otro peligro era el humo negro sofocante que emanaba de las fábricas de jabón, las cervecerías y fundiciones de hierro y de unas 15 000 casas que quemaban carbón.
Fuera de los muros, habían surgido suburbios donde vivían los artesanos y comerciantes que acudían en tropel a la ciudad ya sobrepoblada. Estos eran barrios marginales con chozas de madera y sin saneamiento. El gobierno había intentado de controlarlo, pero más de un cuarto de millón de personas seguían viviendo allí. Otros inmigrantes se habían apoderado de opulentas casas urbanas, desocupadas por realistas que habían huido del país durante la Mancomunidad, y las convirtieron en viviendas con diferentes familias en cada habitación. Estas propiedades pronto fueron destrozadas y se volvieron barrios marginales infestados de ratas.
La administración de la City de Londres estaba organizada por el alcalde mayor, ediles y concejales comunes, pero no toda el área habitada que generalmente comprende Londres era legalmente parte de la City. Tanto en la City como fuera de sus límites también había liberties, que eran áreas de diferente extensión a las que históricamente se les habían otorgado derechos de autogobierno. Muchas habían estado asociadas con instituciones religiosas y, cuando estas fueron abolidas en la disolución de los monasterios, sus derechos históricos se transfirieron junto con su propiedad a nuevos propietarios. La City amurallada estaba rodeada por un anillo de liberties que habían estado bajo su autoridad, por lo que era llamada «la City y las liberties», pero estas, a su vez, eran circundadas por suburbios con diferentes administraciones. Westminster era una ciudad independiente con sus propias liberties, unida con Londres por el desarrollo urbano. La Torre de Londres era una liberty independiente, como lo fueron otras fortificaciones. Las áreas al norte del río que no eran parte de una de estas administraciones quedaron bajo la autoridad del condado de Middlesex y las que estaban al sur por Surrey.
En ese momento, la peste bubónica era una enfermedad muy temida, pero su causa no se entendía. Los crédulos culpaban a las emanaciones de la tierra, «efluvios pestilentes», clima inusual, enfermedades en el ganado, comportamiento anormal de los animales o un aumento en el número de topos, ranas, ratones o moscas. No fue sino hasta 1894 cuando Alexandre Yersin identificó su agente causal Yersinia pestis y se descubrió la transmisión de la bacteria a través de las pulgas de las ratas. Se creía que la gran peste en Londres era una peste bubónica causada por Y. pestis, confirmada por un análisis de ADN en 2016.
Esta situación dio lugar a una rica literatura crítica, social o política, moral o religiosa, como la de Thomas Dekker, autor de varios panfletos de peste (1603-1630), William Winstanley con The Christians refuge (1665) o Robert Boyle con The Plague of London from the Hand of God (1665).

## Registro de los fallecidos

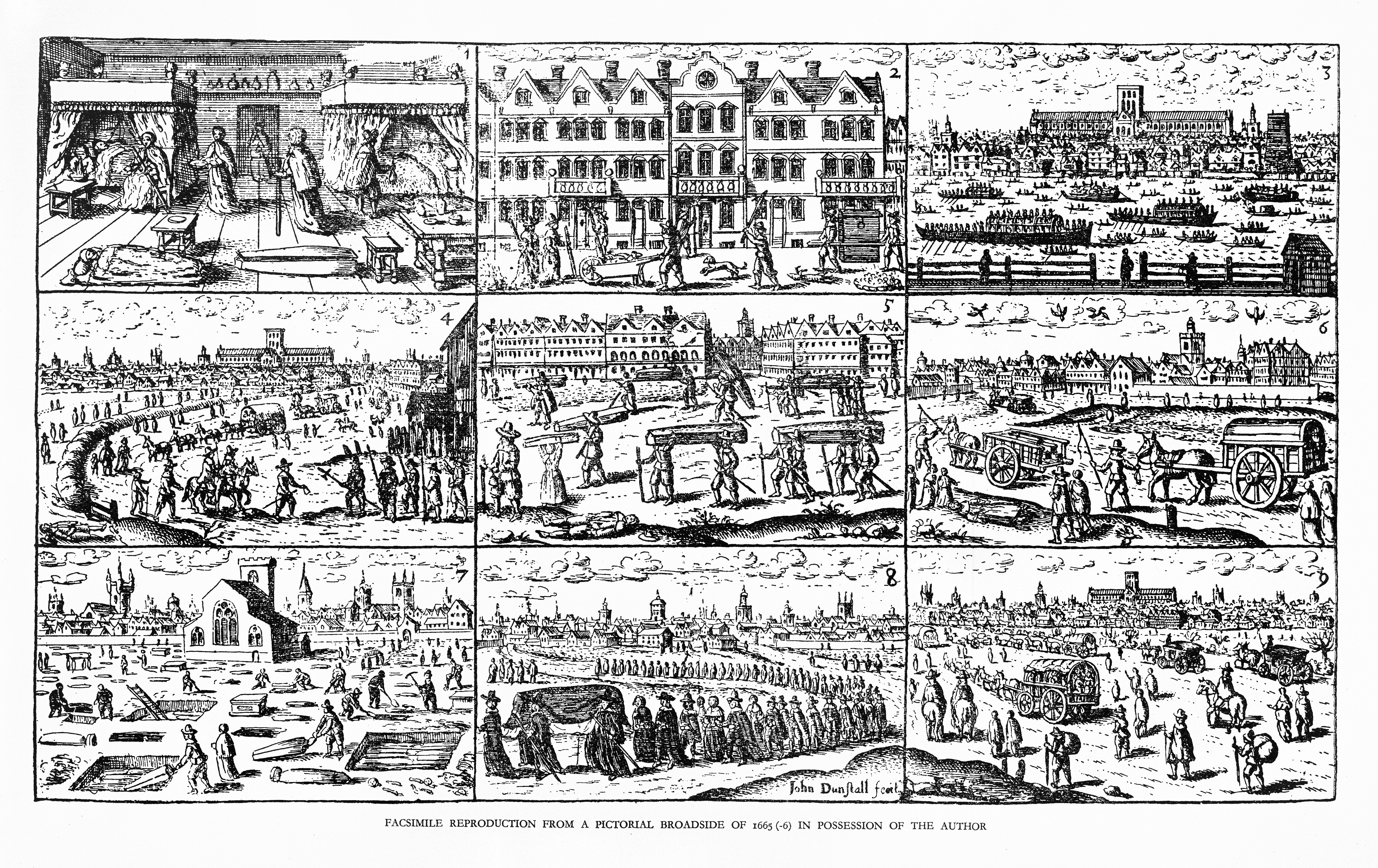
Escenas de epidemia la peste de 1665 en Londres.

Para evaluar la gravedad de una epidemia, primero es necesario saber qué tan grande era la población en la que ocurrió. No había un censo oficial de la población para proporcionar esta cifra y el mejor conteo contemporáneo proviene del trabajo de John Graunt (1620-1674), uno de los primeros miembros de la Real Sociedad de Londres y pionero en demografía, quien dio un enfoque científico para la recopilación de estadísticas. En 1662, estimó que vivían 384 000 personas en la City de Londres, las liberties, Westminster y las parroquias externas, según las cifras de los «carteles de la mortandad» (bills of mortality) publicadas cada semana en la capital. Estos diferentes distritos con sus administraciones constituyeron la extensión oficialmente reconocida de Londres como un todo. En 1665, Graunt revisó su estimación a «no superior a 460 000». Otros contemporáneos elevaron la cifra —el embajador francés, por ejemplo, sugirió 600 000—, pero sin una base matemática para respaldar sus valoraciones. La siguiente ciudad más grande del reino era Norwich, con una población de 30 000 habitantes.
No había obligación de informar una muerte a las autoridades. En cambio, cada parroquia, desde 1578, designaba dos o más «buscadores de muertos» (searchers of the dead), cuyo deber era inspeccionar el cadáver y determinar la causa del deceso. Tenían derecho de cobrar una pequeña tarifa a los familiares por cada muerte que informaban y, por tanto, habitualmente la parroquia designaba para el puesto a alguien que, por lo demás, era indigente y recibía el apoyo de la contribución para pobres de la parroquia. Por lo general, esto significaba que los buscadores serían ancianas iletradas, que probablemente sabían poco sobre la identificación de enfermedades y estarían abiertas a la deshonestidad. Los buscadores generalmente se enteraban de una muerte por medio del sacristán local, a quien se le había pedido que cavara una tumba, o por el sonido de una campana de iglesia. Quienes no informaban un fallecimiento a la iglesia anglicana local —como los cuáqueros, los anabaptistas, otros cristianos no anglicanos o judíos— con frecuencia no eran incluidos en los registros oficiales. Los buscadores, en tiempos de la peste, debían vivir separados de la comunidad, evitar a otras personas, llevar una estaca blanca para advertir de su ocupación cuando estaban al aire libre y permanecer en interiores, excepto cuando realizan sus tareas, para evitar la propagación de enfermedades. Informaban al clérigo de la parroquia, quien enviaba un informe cada semana a la Compañía de Clérigos de Parroquia en Brode Lane. Las cifras se pasaron al alcalde mayor y luego al ministro de Estado, cuando la plaga se convirtió en un asunto de preocupación nacional. Los datos se usaron para compilar los carteles de la mortandad, que enumeraban el total de muertes en cada parroquia y si era por la peste. El sistema de buscadores para informar la causa de los decesos continuó hasta 1836.
Graunt registró la incompetencia de los buscadores para identificar las verdaderas causas de muerte y destacó el registro frecuente de «tisis» (consumption) en lugar de otras enfermedades que los médicos reconocían en ese momento. En Natural and political observations of the Bills of Mortality (1662), demostró cuantitativamente que las epidemias de peste en Londres dependían de fluctuaciones ambientales, como el tráfico fluvial y marítimo, y la llegada de personas procedentes de regiones donde abundaba la plaga. Sugirió que una taza de cerveza y duplicar su tarifa a dos groats en lugar de una era suficiente para que los buscadores cambiaran la causa de la muerte a una más conveniente para los dueños de casa. Nadie quería que lo señalasen por haber tenido una muerte por peste en su hogar y los secretarios parroquiales también se confabulaban por encubrir los casos en sus declaraciones oficiales. El análisis de los carteles de la mortandad durante los meses en que se arraigó la peste muestra un aumento en las muertes, aparte de una plaga muy por encima de la tasa de mortalidad promedio, lo que fue atribuido a tergiversación de la verdadera causa del deceso. A medida que se extendía la peste, se introdujo un sistema de cuarentena, en el que cualquier casa donde alguien había muerto por la enfermedad era cerrada y nadie podía entrar ni salir durante cuarenta días. Esto frecuentemente condujo al fallecimiento de los otros ocupantes, sea por negligencia o por la propia peste, y proporcionó un amplio incentivo para no informar la enfermedad. El registro oficial computó 68 596 casos, pero una estimación razonable sugiere que esta cifra es de 30 000, por debajo del total real. Una casa con la peste era marcada con una cruz roja en la puerta con las palabras «Señor, ten piedad de nosotros» (Lord have mercy upon us) y un vigilante estaba de guardia afuera.

## Medidas preventivas
No hubo medidas regulatorias nacionales contra la peste antes de 1518. Las autoridades londinenses tomaron varias medidas improvisadas en esta época: adopción de un registro de causa de muerte, fundaciones de nuevos hospitales y cementerios, varias regulaciones sobre limpieza de calles, cierre de teatros durante una epidemia, confinamiento de pacientes pobres en sus hogares, señalización de casas infectadas con un paca colgando frente a una ventana, etc. En 1578, dichas medidas se reunieron en las Órdenes Reales de la Peste (Royal Plague Orders), una colección de todo tipo de disposiciones que se han hecho en una situación epidémica. Permaneció en vigor, casi sin cambios, hasta 1665. Al igual que en el continente, la aplicación de estas medidas no dependía de los médicos, sino de los jueces. Lo que caracterizaba a Inglaterra fue una combinación de poder político centralizado y financiamiento local administrado por las parroquias (Poor Laws).
Los informes de la peste en Europa comenzaron a llegar a Inglaterra en la década de 1660, lo que provocó que el consejo privado considerase qué medidas se podrían tomar para evitar que cruzara el canal de la Mancha. La cuarentena de barcos se había utilizado durante brotes anteriores y se introdujo nuevamente para los barcos que llegaron a Londres en noviembre de 1663, luego de brotes en Ámsterdam y Hamburgo. Se asignaron dos buques de la Marina para interceptar cualquier barco que ingresara al estuario del Támesis, una medida ya aplicada en 1580. Se estableció que los barcos de los puertos con infectados atracaran en Hole Haven (Canvey Island) por un período de treinta días, antes de que se les permitiera viajar río arriba. Los barcos de los puertos libres de peste o que completaron la cuarentena recibieron un certificado de salud y se les permitió zarpar. Se estableció una segunda línea de inspección entre los fuertes en las orillas opuestas del Támesis en Tilbury y Gravesend, con instrucciones de solo dejar pasar barcos con ese certificado.
La duración de la cuarentena se incrementó a cuarenta días en mayo de 1664, a medida que la peste continental empeoró, y las áreas sujetas a este régimen cambiaban con las noticias de la propagación de la peste, al incluir a toda Holanda, Zelanda y Frisia de la Provincias Unidas de los Países Bajos; las restricciones a Hamburgo fueron eliminadas en noviembre. Las medidas de cuarentena contra los barcos que provenían de los Países Bajos se implementaron en otros veintinueve puertos a partir de mayo. El embajador neerlandés se opuso a la restricción del comercio con su país, pero Inglaterra respondió que había sido uno de los últimos países en introducir tales restricciones. Las regulaciones se aplicaron de manera bastante estricta, de modo que las personas o las casas donde los viajeros habían desembarcado sin cumplir la cuarentena también fueron sometidas a cuarenta días de encierro.

## Epidemia
La peste era una causa de muerte en Gran Bretaña desde su dramática aparición en 1348 con la peste negra. Los carteles de la mortandad comenzaron a publicarse regularmente en 1603, año en el que se registraron 33 347 muertes por la enfermedad. Entre ese año y 1665, solo en cuatro años no hubo casos registrados. Estos episodios mínimos de peste, que los contemporáneos, especialmente en Francia, llamaron «seminarios de peste» (séminaires de peste), correspondían —desde un punto de vista moderno— a un estado semiendémico de relativa benignidad.
Según los informes, en 1563, mil personas morían en Londres cada semana. Hubo 15 003 fallecimientos en 1593, 41 313 en 1625, 11 000 entre 1640 y 1646 y 3597 en 1647. El brote de 1625 era conocido en ese momento como la «gran peste», hasta que las muertes por la epidemia de 1665 la superaron. Es probable que las cifras oficiales subestimaron los números reales.

### Primeros días

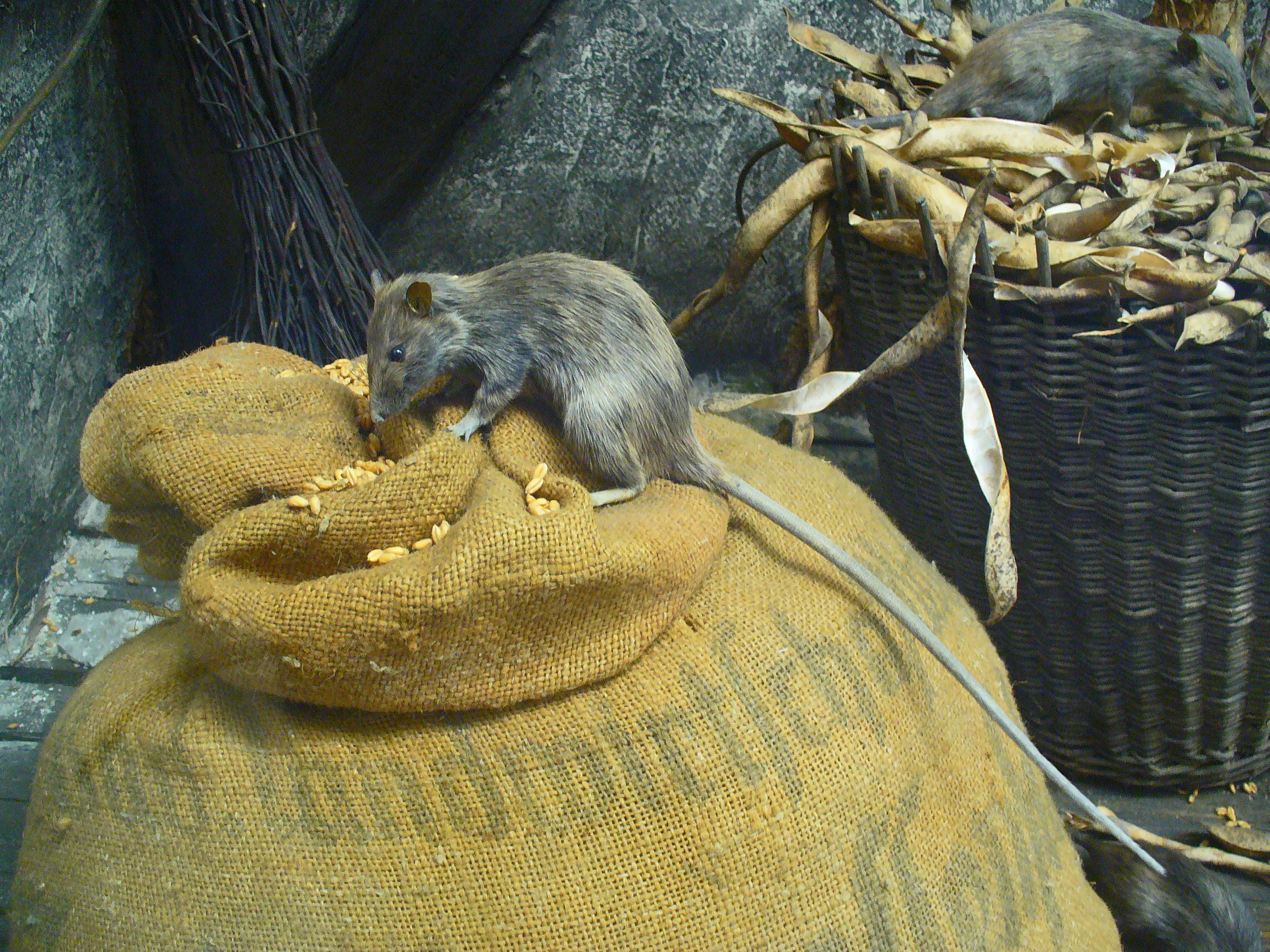
Rata negra (Rattus rattus). Más pequeña que la rata parda (R. norvegicus), a la que suplantó, también le interesa mucho vivir cerca de asentamientos humanos. Las casas de madera y los barrios marginales sobrepoblados proporcionaban excelentes hogares. No se entendía el vínculo entre la rata como vector de infección y hospedero de las pulgas, que podrían transferirse al ser humano. Se hicieron esfuerzos para eliminar gatos y perros, pero no ratas, lo que rápidamente las benefició.

La enfermedad era lo suficientemente infrecuente como para que los médicos no hubiesen tenido la oportunidad para haberla conocido; la formación médica variaba desde quienes habían asistido a un colegio de médicos hasta boticarios que también actuaban como médicos, incluso no faltaban charlatanes. Abundaban otras enfermedades, como un brote de viruela del año anterior, y a estas incertidumbres se sumaron las dificultades para identificar el verdadero origen de la epidemia. Los relatos contemporáneos sugieren que hubo casos de peste durante el invierno de 1664-1665, algunos fatales, pero otros no mostraron la virulencia de la epidemia posterior. En aquel invierno el suelo se congeló de diciembre a marzo y el tráfico fluvial en el Támesis quedó bloqueado dos veces por el hielo; posiblemente el clima frío haya frenado propagación de la peste.
Este brote de peste bubónica en Inglaterra posiblemente se había extendido desde los Países Bajos, donde la enfermedad había estado apareciendo de manera intermitente desde 1599. No está claro dónde surgió exactamente por primera vez, pero el contagio inicial pudo haber llegado en barcos comerciales neerlandeses que transportaban fardos de algodón de Ámsterdam, que fue devastada por la enfermedad en 1663-1664, con una mortalidad de 50 000 personas. Los cierres de puertos y las cuarentenas marítimas se hicieron aún más estrictos desde que los Países Bajos entraron en guerra con Inglaterra en marzo de 1665.
Se ha teorizado que las primeras zonas atacadas por la peste fueron las de la dársena a las afueras de Londres y la parroquia de St Giles. En ambas localidades, los trabajadores pobres se apiñaban en estructuras descuidadas. Se registraron dos muertes sospechosas en St Giles en 1664, otra en febrero y otra en abril de 1665; no fueron registradas como fallecimientos por peste en los carteles de la mortandad hasta la primera semana de mayo, por lo que las autoridades no tomaron medidas de control, aunque el total de muertos por la enfermedad en Londres durante los primeros cuatro meses de ese año mostró un marcado aumento. A fines de abril, solo se habían registrado cuatro muertes por peste, dos en St Giles, pero el número de fallecidos por semana había aumentado de 290 a 398.
Hubo tres casos oficiales en abril, un nivel de contagio que en años anteriores no requirió ninguna acción de las autoridades, pero el consejo privado decidió introducir la cuarentena doméstica. Los jueces de paz en Middlesex recibieron instrucciones de investigar cualquier caso sospechoso y cerrar la casa si se confirmaba. Poco después, la magistratura real (King's Bench) emitió un decreto similar a la City y sus liberties. Una revuelta estalló en St Giles cuando se cerró la primera casa; la multitud derribó la puerta y liberó a los ocupantes. Los manifestantes capturados fueron severamente castigados. Se dieron órdenes para construir «casas de peste» (pest-houses), que eran básicamente hospitales de aislamiento ubicados lejos de otras personas, donde los enfermos podían ser atendidos o quedarse hasta que murieran. Esta actividad oficial sugiere que, a pesar de los pocos casos registrados, el gobierno ya sabía que se trataba de un brote grave de peste. La financiación de las casas de peste provenía de un impuesto parroquial. El funcionamiento y la vida cotidiana en estos establecimientos de transición fue objeto de duras críticas. En mayo de 1666, bajo presión de la opinión pública, las autoridades decidieron reducir al mínimo el impuesto a las familias de pacientes encerrados en una casa de peste.
Con la llegada del clima más cálido, la enfermedad comenzó a afianzarse. En la semana del 2 al 9 de mayo, hubo tres muertes registradas en St Giles, cuatro en la vecina St Clement Danes y una en St Andrew Holborn y St Mary Woolchurch Haw. Solo esta última estaba precisamente dentro de las murallas de la ciudad. Se formó un comité del consejo privado para investigar mejores métodos para prevenir la propagación de la peste, se introdujeron medidas para cerrar algunas de las tabernas en las áreas afectadas y limitar el número de huéspedes permitidos en un hogar. En la ciudad, el alcalde mayor emitió una proclamación que ordenaba a los dueños de cada casa limpiar diligentemente las calles fuera de su propiedad, lo cual era responsabilidad del propietario, no del Estado. La ciudad empleó chatarreros y rastrilladores para eliminar lo peor del desorden. Las cosas empeoraron y se mandó a los ediles a buscar y castigar a aquellos que no cumplían con su deber. A medida que los casos en St Giles empezaron a aumentar, se hizo un intento de poner en cuarentena el área y se ordenó a los agentes inspeccionar a todos los que deseaban viajar y contener vagabundos o personas sospechosas.
El pueblo comenzó a alarmarse. Samuel Pepys, quien tenía un puesto importante en el Almirantazgo, se quedó en Londres y proporcionó un relato contemporáneo de la peste a través de su diario; el 30 de abril escribió: «Grandes temores de la enfermedad aquí en la ciudad. Se dice que dos o tres casas ya están cerradas. ¡Dios nos proteja!» (Great fears of the sickness here in the City it being said that two or three houses are already shut up. God preserve us all!). Otra fuente de información es A journal of the Plague Year, escrito por Daniel Defoe y publicado en 1722. Tenía seis años cuando la peste golpeó, pero hizo uso de los recuerdos de su familia —su tío era un talabartero en el este de Londres y su padre un carnicero en Cripplegate—, entrevistas con sobrevivientes y consulta de los registros oficiales disponibles.

### Éxodo de la ciudad

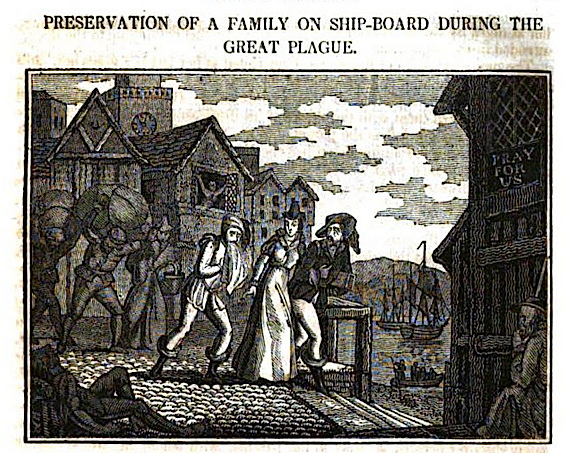
Una familia londinense embarcándose en el Támesis para huir de la peste.

La peste era rampante en la City de Londres en julio de 1665. Los ricos huyeron, así como el rey Carlos II, su familia y su corte real, que escaparon a Salisbury, pero se mudaron a Oxford en septiembre cuando ocurrieron algunos casos de peste en aquella ciudad. El 29 de junio, los Reales Tribunales de Justicia partieron de Westminster hacia Syon House, luego el 9 de julio hacia Hampton Court, dos semanas después hacia Salisbury y posteriormente a Oxford junto a la corte real.
Los ediles y la mayoría de las otras autoridades de la ciudad optaron por permanecer en sus puestos. El alcalde mayor de Londres, John Lawrence, también decidió quedarse. Las empresas cerraron cuando los comerciantes y profesionales huyeron. Defoe escribió: «No se veían nada más que carros y carretas, con bienes, mujeres, sirvientes, niños, coches llenos de personas de la mejor clase y jinetes que los atendían, todos se apresuraban» (Nothing was to be seen but wagons and carts, with goods, women, servants, children, coaches filled with people of the better sort, and horsemen attending them, and all hurrying away). A medida que la peste se extendió todo el verano, solo un reducido número de clérigos, médicos y boticarios se quedó para hacer frente a un número cada vez mayor de víctimas. Edward Cotes, autor de London's Dreadful Visitation, expresó animoso de que «ni los médicos de nuestras almas o cuerpos pueden abandonarnos de aquí en adelante en números tan grandes» (neither the Physicians of our Souls or Bodies may hereafter in such great numbers forsake us).
Los más pobres también se alarmaron por el contagio y algunos abandonaron la ciudad, pero no les fue fácil dejar su alojamiento y sus medios de vida por un futuro incierto en otro lugar. Antes de salir por las puertas de la ciudad, se les exigió un certificado de buena salud firmado por el alcalde mayor, que se volvió cada vez más difícil de obtener. A medida que pasaba el tiempo y aumentaba el número de víctimas de la peste, los habitantes de las aldeas de las afueras de Londres comenzaron a resentirse por este éxodo y ya no estaban preparados para aceptar a más londinenses, con o sin certificado. Los refugiados eran rechazados, no se les permitió pasar a través de las ciudades, tuvieron que viajar a través del país y vivir en duras condiciones, forzados a robar o rebuscar en los campos para sobrevivir. Muchos murieron de hambre y sed en circunstancias miserables por el caluroso verano que se avecinó.

### Momento álgido de la epidemia

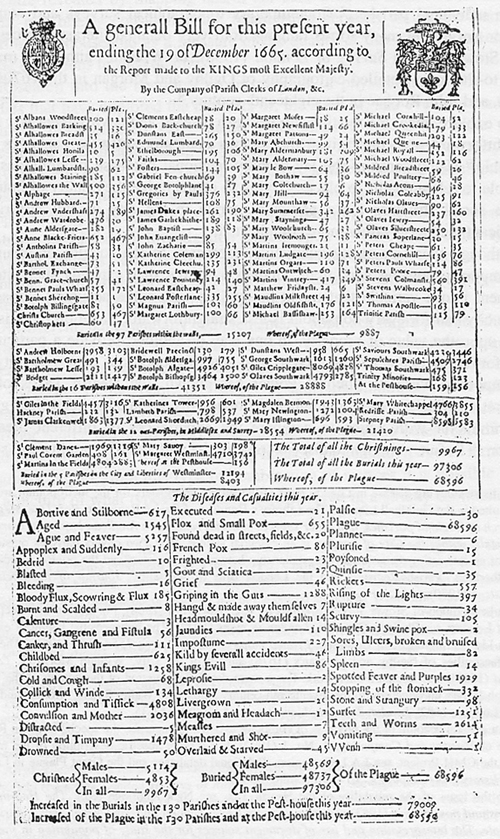
Un cartel de la mortandad de 1665.

En la última semana de julio, los carteles de la mortandad mostraban 3014 muertes, de las cuales 2020 habían sido a causa de la peste. El número de fallecidos como resultado de la peste pudo haberse infraestimado, ya que en otros años en el mismo período las cifras fueron mucho más bajas, alrededor de 300. A medida que el número de víctimas afectadas aumentó, los cementerios se llenaron demasiado y se cavaron fosas para acomodar a los muertos. Los conductores de carros mortuorios recorrían las calles gritando «sacad a sus muertos» (bring out your dead) y se llevaban montones de cadáveres. Las autoridades se preocuparon de que el número de muertes pudiera causar alarma pública y ordenaron que la extracción y el entierro del cuerpo solo se realizaría por la noche. Con el paso del tiempo, había tantas víctimas y muy pocos conductores para retirar los cadáveres que comenzaron a apilarse contra las paredes de las casas. La recolección diurna se reanudó y las fosas de peste se volvieron montículos de cuerpos en descomposición. En la parroquia de Aldgate se cavó un gran agujero cerca del cementerio, de 15 m de largo y 6 m de ancho. La excavación fue emprendida por trabajadores en un extremo, mientras que los carros mortuorios volcaban los cadáveres en el otro. Se cavaba más profundo si se agotaba el espacio, hasta que se alcanzó el agua subterránea a seis metros. Cuando finalmente se cubrió de tierra, albergó 1114 cadáveres.
Los médicos de la peste atravesaban las calles y diagnosticaba a las víctimas, aunque muchos de ellos carecían de capacitación médica formal. Se intentaron varios esfuerzos de salud pública. Los funcionarios de la ciudad contrataban médicos y los detalles del entierro se organizaban cuidadosamente, pero el pánico se extendió por la ciudad y, por miedo al contagio, los cuerpos eran enterrados apresuradamente en fosas sobrepobladas. No se conocían los medios de transmisión de la enfermedad, pero, pensando que podrían estar vinculados a los animales, la Corporación de la City ordenó una matanza selectiva de perros y gatos. Esta decisión pudo haber afectado la duración de la epidemia, ya que esos animales pudieron haber ayudado a controlar la población de ratas que portaban las pulgas transmisoras de la enfermedad. Con la idea de que el aire viciado estaba involucrado en los contagios, las autoridades ordenaron que se encendieran hogueras gigantes en las calles y que se mantuvieran ardiendo día y noche fogatas domésticas, con la esperanza de que se limpiara el aire. Se creía que el tabaco era profiláctico y luego se dijo que en ningún estanco londinense había muertos por la peste durante la epidemia. En las «Reglas de precaución para prevenir la enfermedad» (Cautionary Rules for Preventing the Sickness), publicadas en Londres en 1665, se recomendaba esparcir en la casa vapores a base de vinagre, agua de rosas y otras plantas aromáticas. Además, existían innumerables remedios para la peste, de composición variable, a veces secreta.
El comercio y los negocios se habían paralizado y las calles estaban vacías, excepto por los carros mortuorios y las víctimas moribundas, como lo atestiguó y registró Pepys en su diario: «¡Señor! Cuán vacías están las calles y cuán melancólicas están tantas. Pobres enfermos en las calles, llenos de llagas ... en Westminster nunca hay médicos y solo queda un boticario, todos han muerto» (Lord! How empty the streets are and how melancholy, so many poor sick people in the streets full of sores… in Westminster, there is never a physician and but one apothecary left, all being dead). La gente no moría de hambre debido a las previsiones del alcalde mayor y la Corporación de la City, que dispuso el pago de un farthing, por encima del precio normal, por cada costal de cereal desembarcado en el puerto de Londres. Otra fuente de alimentos eran las aldeas alrededor de la capital, que, denegadas sus ventas habituales, dejaban verduras en áreas específicas del mercado, negociaban a gritos su venta y cobraban el pago después de sumergir el dinero en un balde de vinagre para «desinfectar» las monedas.
Los registros indican que las muertes por peste en Londres y los suburbios aumentaron en el verano de 2000 a más de 7000 por semana en septiembre. Es probable que estas cifras sean una subestimación considerable. Murieron muchos de los sacristanes y clérigos de parroquia que conservaban los registros. Los cuáqueros rehusaron cooperar y muchos de los pobres fallecidos fueron arrojados a fosas comunes sin lápida. No está claro cuántos contrajeron la enfermedad o cuántos se recuperaron porque únicamente se registraron muertes y muchos registros se destruyeron en el gran incendio al año siguiente. En los pocos distritos donde permanecen registros intactos, las muertes por peste variaban entre 30 % y más del 50 % de la población total.
El brote se concentró en Londres, pero también afectó a otras áreas. Quizás el ejemplo más famoso fue el pueblo de Eyam en Derbyshire. La peste supuestamente llegó con un comerciante que portaba un paquete de tela enviado desde la capital. Los aldeanos se impusieron una cuarentena para detener la propagación de la enfermedad, lo que evitó que la enfermedad se trasladara a las áreas circundantes, pero alrededor del 33 % de los habitantes murieron en un período de catorce meses. Como resultado de la cuarentena autoimpuesta, Eyam fue considerado un ejemplo de heroísmo y actualmente es un sitio turístico, denominado el «pueblo de la peste».

## Consecuencias
A fines de otoño, el número de muertos en Londres y los suburbios comenzó a disminuir, hasta que, en febrero de 1666, se consideró lo suficientemente seguro como para que el rey y su séquito regresaran a la ciudad. Con el retorno del monarca, otros le siguieron: la nobleza volvió en sus carruajes, acompañados de carros llenos de sus pertenencias. Los jueces regresaron de Windsor a sus puestos en Westminster Hall; el Parlamento, que había sido prorrogado en abril de 1665, no se volvió a reunir hasta septiembre de 1666. Se restableció el comercio y se abrieron negocios y talleres. Londres era el objetivo de una nueva ola de personas que acudían a la ciudad con la esperanza de hacer fortuna. El lord canciller Edward Hyde declaró, a fines de marzo de 1666, que «las calles estaban tan llenas, el Exchange estaba repleto de personas, la gente en todos los sitios era tan numerosa como nunca se había visto» (the streets were as full, the Exchange as much crowded, the people in all places as numerous as they had ever been seen).
Los casos de peste continuaron ocurriendo esporádicamente a un ritmo modesto hasta mediados de 1666. En septiembre de ese año, el gran incendio de Londres destruyó gran parte de la City y algunas personas creyeron que el fuego puso fin a la epidemia. Actualmente, se piensa que la peste había disminuido en gran medida antes de que ocurriera el incendio. La mayoría de los casos posteriores se encontraban en los suburbios, pero la céntrica City de Londres fue el área destruida por el fuego.
Si bien existen muchas hipótesis, no hay una explicación unánime y sencilla para el fin de la peste en Inglaterra. Estas hipótesis se dividen en dos categorías principales: factores naturales y biológicos (cambios climáticos, bacteriológicos, de vectores u hospedero, etc.) y factores humanos (medidas de control, comercio, higiene y comportamiento, etc.). Por ejemplo, algunos autores han invocado la influencia de factores climáticos o astronómicos, como la Pequeña Edad de Hielo y el mínimo de Maunder, que habrían afectado el comportamiento de las pulgas y las ratas en Europa. El carácter terminal de la peste de Londres de 1665 en el norte de Europa y la peste de Marsella de 1720 para el sur de Europa explicarían en este contexto. Las modificaciones biológicas —como la mutación de Yersinia pestis en una forma menos virulenta— generalmente no se han aceptado como una explicación local, ya sea por falta de pruebas o porque no explican las diferencias cronológicas entre varios países. Otros autores destacaron las acciones humanas, como las medidas para controlar el tráfico comercial y la cuarentena, que habrían frenado las reimportaciones de peste, lo que explicaría los cambios observados según los países del norte-sur y oeste-este europeo. Además, el comercio de Londres se expandió al Atlántico y más allá, en lugar de al Mediterráneo. Sigue en debate el rol de una buena nutrición, la mejora en el comercio regional que limitó las hambrunas y la escasez de alimentos, debido a que la peste fue lo suficientemente fuerte por sí sola como para no depender de individuos desnutridos. Las hipótesis higienistas apuntan a nuevos avances, como el uso de jabón para lavar el cuerpo y la ropa y el hábito de desvestirse antes de dormir, lo que pudo haber reducido las poblaciones de pulgas y piojos en la vestimenta. Otra hipótesis sugiere la producción y comercialización a bajo costo del arsénico a fines del siglo XVII, ampliamente utilizado para la erradicación de roedores consumidores de granos.

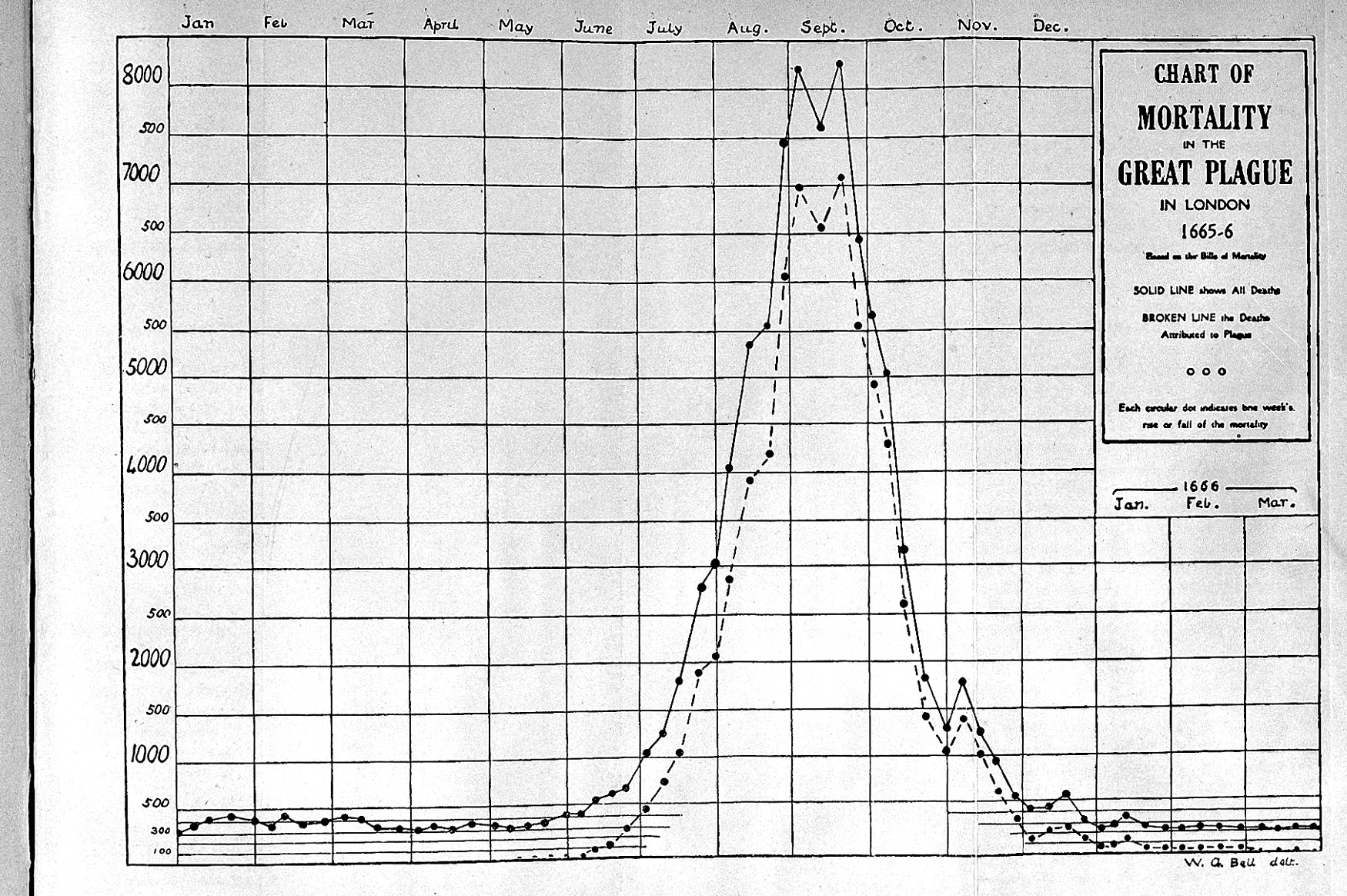
Curvas de muertes (enero de 1665-marzo de 1666) en Londres. Los fallecidos por cualquier causa se representan por la línea continua y las muertes por peste por la línea discontinua.

Según los carteles de la mortandad, hubo un total de 68 596 muertes en la capital a causa de la gran peste de 1665. Hyde estimó que el número real de fallecidos probablemente era el doble de esa cifra. En 1666 se reportaron más muertes en otras ciudades, pero en menor escala. Thomas Gumble, capellán del duque de Albemarle, que se había quedado en Londres durante la epidemia, calculó que el recuento total de muertes por peste en el país durante 1665 y 1666 fue de aproximadamente 200 000.
La gran peste de 1665-1666 fue el último gran brote de peste bubónica en Gran Bretaña. La última muerte por peste se registró en 1679 y la enfermedad se eliminó como categoría específica en los carteles de la mortandad de 1703. Se extendió a otras ciudades en Anglia Oriental y el sudeste de Inglaterra, pero menos del 10 % de las parroquias fuera de Londres tenían una tasa de mortalidad superior a la media durante esos años. Las áreas urbanas fueron más afectadas que las rurales; Norwich, Ipswich, Colchester, Southampton y Winchester se vieron gravemente azotadas, mientras que el oeste de Inglaterra y las áreas de las Tierras Medias escaparon por completo.
La población de Inglaterra en 1650 era de aproximadamente 5.25 millones y disminuyó a unos 4.9 millones en 1680, pero recuperó a poco más de cinco millones en 1700. Otras enfermedades, como la viruela, tuvieron un alto impacto en la población sin la contribución de la peste. La mayor tasa de mortalidad en las ciudades, tanto en general como específicamente por la peste, abarcaba el grupo de la inmigración continua, desde los pueblos pequeños a los más grandes y desde el campo a las ciudades.
No se hicieron censos de la población de Londres de la época, pero los registros disponibles sugieren que la ciudad volvió a su tamaño anterior en un par de años. Los entierros en 1667 habían vuelto a las cifras de 1663 y el cobro de fogaje se había recuperado; John Graunt, al analizar los registros de bautismo contemporáneos, concluyó que representaban una población recuperada. Parte de esto podría explicarse por el retorno de los familias ricas, los comerciantes y las industrias manufactureras, que necesitaban reemplazar las pérdidas entre su personal y tomar medidas para atraer a las personas necesarias. Colchester había sufrido la despoblación más severa, aunque los registros de fabricación de telas sugieren que la producción se había recuperado o incluso aumentado en 1669; el número de habitantes casi había regresado a los niveles previos a la peste en 1674. Otras ciudades tuvieron menos éxito: Ipswich se vio menos afectado que Colchester, pero, en 1674, su población había disminuido en un 18 %, más de lo que podría explicarse solo por las muertes de la peste.
En el caso de Londres, la proporción en relación con la población fue menos grave que en otras ciudades. El total de muertes en la capital era mayor que en cualquier brote anterior en los cien años anteriores, aunque, en proporción con la población (15-20 %), las epidemias en 1563, 1603 y 1625 fueron comparables o mayores. Probablemente pereció alrededor del 2.5 % de la población inglesa. La gran peste de Londres fue «relativamente benigna», de acuerdo con la mayoría de historiadores, en comparación a las pérdidas (40-50 %) sufridas por otras ciudades a mediados del siglo XVII, como en Barcelona (1651-1653), Nápoles (1656) y Génova (1657). Según Biraben (1975), en los siglos XVII y XVIII no faltan ejemplos donde grandes ciudades afectadas por una violenta epidemia de peste recuperaron rápidamente su población y su comercio en unos pocos años. Fue el caso de Marsella, en 1720, y Moscú, en 1770. La peste tuvo menos influencia en la demografía de las grandes ciudades, debido a la creciente importancia del comercio internacional.

## Repercusión
La peste en Londres afectó en gran medida a los pobres, ya que los ricos pudieron abandonar la ciudad, retirándose a sus fincas o residiendo con parientes en otras partes del país. El posterior gran incendio de 1666 arruinó a muchos pequeños comerciantes y propietarios de negocios en la ciudad. Como resultado de estos eventos, Londres fue ampliamente reedificado y el Parlamento promulgó la Ley de Reconstrucción de Londres de 1666 (19 Car. II. c. 8). El plano urbano de la capital permaneció relativamente sin cambios, pero se hicieron algunas mejoras: se ampliaron las calles, se crearon aceras, se suprimieron las alcantarillas abiertas, se prohibieron los edificios de madera y los balcones, se controló el diseño y la construcción de edificios. El uso de ladrillo o piedra era obligatorio y se proyectaron muchos edificios elegantes. Según Leasor, no solo se rejuveneció la capital, sino que se convirtió en un entorno más saludable para vivir, y los londinenses desarrollaron un mayor sentido de comunidad luego de haber superado las grandes adversidades de 1665 y 1666.

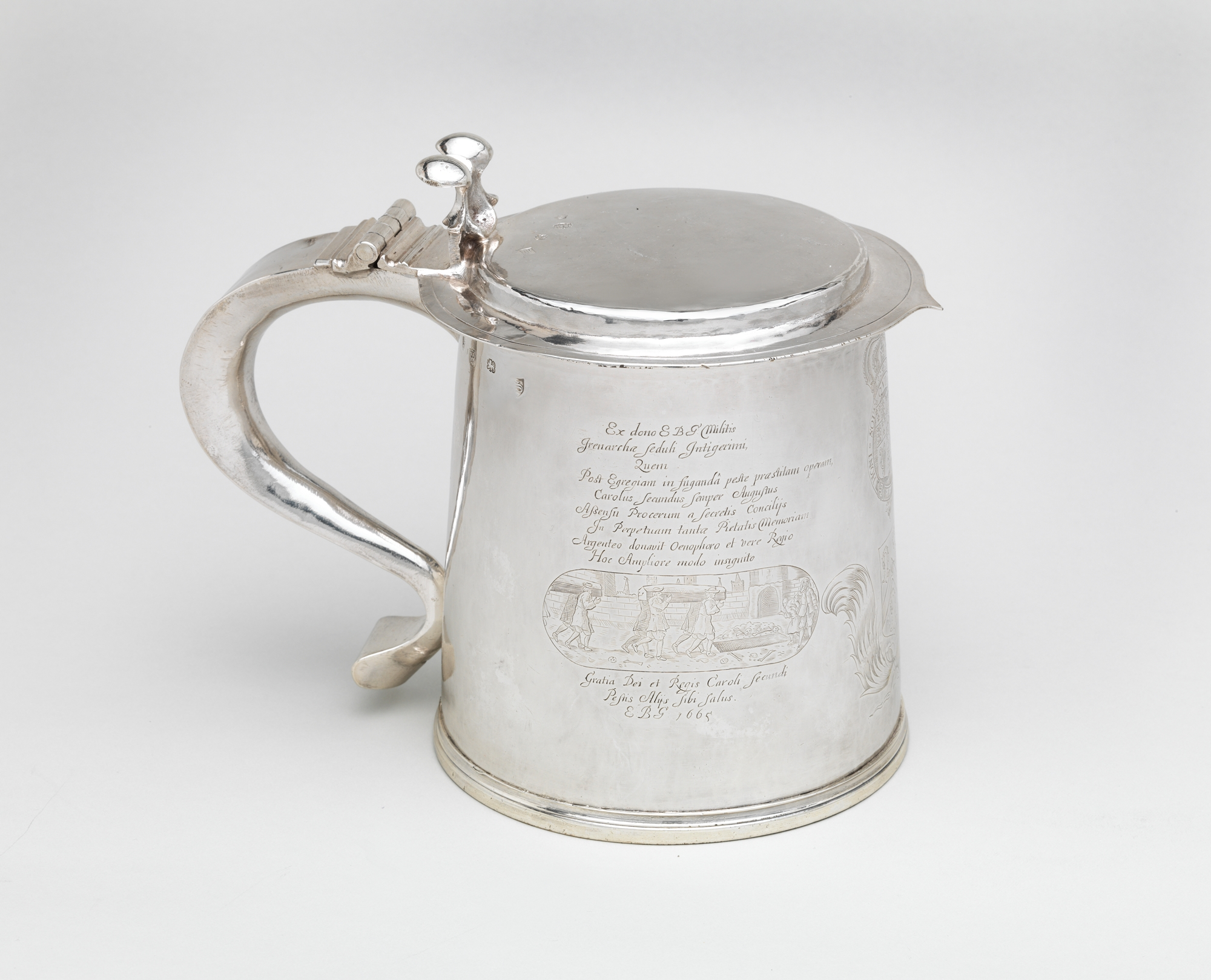
Jarra de plata grabada con escenas que representan la Gran Peste y el gran incendio de Londres. Vajillas como estas fueron donadas por Carlos II a quienes, como Samuel Pepys, se quedaron sirviendo en Londres durante estos eventos.

La reconstrucción tomó más de diez años y fue supervisada por Robert Hooke como topógrafo municipal. El arquitecto Christopher Wren participó en la reconstrucción de la catedral de San Pablo y más de cincuenta iglesias de Londres. Carlos II se esforzó para fomentar el trabajo de reconstrucción: fue un mecenas de las artes y las ciencias y fundó el Real Observatorio de Greenwich y apoyó a la Real Sociedad de Londres, un grupo científico cuyos primeros miembros incluían a Hooke, Robert Boyle y Isaac Newton. De hecho, del incendio y la peste floreció un renacimiento en las artes y las ciencias en Inglaterra.
Las mujeres, ausentes de los círculos académicos y las profesiones reguladas, jugaron un rol importante, incluso ante enfermedades graves, en el cuidado de la familia o los vecinos; eran responsables de los problemas relacionados con el parto y la medicina doméstica, sin tener los medios para compartir o difundir sus conocimientos o experiencias. La medicalización masculina de estas áreas había comenzado en Inglaterra a fines del siglo XVII.
Los carteles de la mortandad, a su vez, dieron lugar a una vasta «literatura de peste», que toma la formó de un debate público —a veces anónimo o bajo iniciales— sobre la peste, desde un punto de vista académico, político, moral o religioso. Especialmente después de la Revolución inglesa, la monarquía restaurada en 1660 ya no tenía los medios para imponer una censura efectiva. Fue un primer modelo continuo de «información pública», en el que las autoridades de Londres creían que una población informada estaba en mejores condiciones para enfrentar una epidemia.
Arqueólogos excavaron las fosas de peste luego de ser descubiertas en trabajos de construcción subterráneos. Entre 2011 y 2015, se encontraron 3500 entierros de los camposantos New Churchyard o Bethlam durante las obras de la vía férrea Crossrail en Liverpool Street. Se detectó ADN de Yersinia pestis en los dientes de individuos enterrados en fosas en el sitio, lo que confirmó que habían muerto de peste bubónica.